# 常総筑波鉄道キハ900形気動車
常総筑波鉄道キハ900形気動車（じょうそうつくばてつどうキハ900がたきどうしゃ）は、1963年（昭和38年）に常総筑波鉄道（関東鉄道の前身）が導入した気動車である。
常総筑波鉄道としては最後の新造車両となる形式である。

## 製造経緯
1949年（昭和24年）6月1日の日本国有鉄道（以下、国鉄と略）常磐線松戸 - 取手間電化開業以降、常磐線の当該区間を含む電化区間では、所要時間短縮により、一気に東京の通勤圏内への取り込みが進行した。
これにより、取手で接続する同線の培養線（支線）であった常総筑波鉄道常総線の輸送需要は急速に増大し、当時蒸気動力と木炭ガスによる代燃動車を運用していた常総線では、燃料事情が好転したこともあり、蒸気動力を廃止して、より低コストで運用可能なディーゼル動車への転換が急速に進められるようになった。
この過程では当初、国鉄が戦時買収した私鉄などで使用されていた内燃動車や電車などの払い下げを受け、それらにバス用ディーゼルエンジンを装架してディーゼル動車化するところから始められたが、その後国鉄制式ガソリンカー/ディーゼルカーの払い下げを受けるようになり、中古車の入手難等の事情で、1954年（昭和29年）のキハ42002（日本車輌製造東京支店製：後のキハ703形キハ703）より自社設計によるオリジナルの新型ディーゼル動車の新造が中古車の継続導入と並行する形で開始された。
もっとも、初期には通勤輸送対策としての輸送力増強よりも下館と取手を結ぶ直通客へのサービスが優先された。例えば1957年（昭和32年）に製造された初の液体式変速機搭載車であるキハ48000形（後のキハ700形キハ701・キハ702。日本車輌製造東京支店製）は特急「しもだて」（運行開始当初は取手 - 下館間で途中、下妻のみ停車）へ充当され、長距離乗車に適したクロスシートの設置に加え、供茶サービスのための設備も備えるなど、観光重視の経営戦略が採られていた。
だが、その一方で、1959年（昭和34年）より筑波線用として5両が新造されたキハ500形では、乗降の円滑化を図るため、車両内装ステップの廃止が断行され、これと歩調を合わせて筑波線や常総線のホーム高さの統一が始まるなど、通勤輸送対策につながる改良も徐々に進行し始めていた。
1960年代初頭の時点では、常総筑波鉄道は観光輸送重視の筑波線と、通勤輸送重視の常総線という性格の異なる2路線を擁していたが、新造車はキハ500形に1961年（昭和36年）に製作されたキハ500形の改良形に当たるキハ800形、と2形式続けて観光需要の喚起が期待され、また国鉄水戸線への乗り入れ運用も存在した筑波線に優先投入され、常総線に投入されたキハ800形キハ801 - キハ803の3両も、キハ48000形に代わる特急「しもだて」用としての新製配置であり、その設計は国鉄水戸線乗り入れを実施する筑波線向け2両（キハ804・キハ805）の使用状況もあって、20 m級2扉クロスシート車となっていた。
だが、1963年（昭和38年）になって輸送需要が激増していた常総線向けとして、完全新規設計による通勤輸送向けに特化した新造車が投入されることとなった。
この間、常総筑波鉄道で車両保守や設計を主導していた同社水海道車両工場では、当時同社の親会社となっていた京成電鉄からの助言もあり、常総線向け車両について出入り口の増設を検討していた。そこで、久々の常総線向け新車についてもこの新構想を導入することとし、以下の2両がラッシュ時対策に適した3扉車として新造された。
- キハ900形キハ901・キハ902

1963年（昭和38年）2月日本車輌製造東京支店製。
通勤対策にはより多くの車両が必要となることが想定されたが、新造車のみでその需要を満たすには多大な投資を要し、常総筑波鉄道の財務状況ではその投資負担には無理があると見込まれた。このため本形式の新造はこの2両で打ち切られ、以後は他社や国鉄からの譲受車で車両増備を行うこととなった。これにより、以後の常総線では、比較的車齢の若い中古気動車の譲受によって1970年代中盤まで急速かつ大量の車両増備が進められることとなった。この時期に導入された車両には、北海道の炭鉱鉄道群が1950年代後半以降相次いで新造していたものの、相次ぐ炭鉱の閉山に伴う路線廃止・旅客営業廃止で用途を失った20 m級気動車や、乗り入れ先の電化で運用を喪った小田急電鉄の国鉄御殿場線乗り入れ用気動車、湖西線建設に伴う路線廃止で発生した江若鉄道の気動車などが含まれる。

## 車両概説
キハ900形は車体長19,500 mm・全長20,100 mmの全金属製車体で、車体幅は2,800 mm・全幅は2,863 mmである。正面は当時国鉄で製造されていたキハ35系に酷似した形態であるが、貫通扉回りに幌枠が設置されておらず、正面下部にアンチクライマーが設けられているといった差異がある。側面には扉を3箇所に配置しているが、国鉄キハ35系と異なり1,200 mm幅の片開き扉で外吊式ではなく、また扉部分にはステップも設けられていない。側面窓は「バス窓」と呼ばれる上段をHゴムで固定した窓である。
走行用機関は、国鉄キハ35系と同様のDMH17H形ディーゼルエンジンを採用した。台車は国鉄キハ35系とは異なり、キハ800形に続いて日本車輌製造のウイングばね式オイルダンパ付空気ばね台車を採用した。動力台車がNA305A形、付随台車はNA305AT形で、いずれも固定軸距は2,100 mm、車輪径は860 mmである。

## 運用
本形式2両は、当初間に国鉄キハ41000形払い下げ車の機関を下ろしてトレーラー化したキサハ61形を挟んだ形で3両編成を組み、常総線で運用され、ラッシュ時の混雑緩和に威力を発揮した。
もっとも、代価が2,257万円に達する本形式は、多数の車両増備を必要としていた常総線の車両事情と、常総筑波鉄道の財務状況に適さなかった。そのため、購入価格が低く機関や変速機を換装しても600万円程度で済む中古車の大量購入で常総線のラッシュ対策が行われることとなり、本形式は初年度の2両で生産終了となった。
その後、中間車は1971年（昭和46年）の竜ヶ崎線ワンマン化で余剰となって常総線へ転属したハ5010（後にキサハ71へ改番）へ置き換えられ、同車が筑波線へ転属するまでしばらくその状態で使用された。
末期にはキハ901・キハ902の2両編成として運用されていたが、2両ともキハ2100形に置き換えられ、1995年（平成7年）に廃車となった。